# Vanilla (форум)
Vanilla — бесплатный веб-форум с открытым исходным кодом. Написан на языке PHP и использует базу данных MySQL.

## Достоинства
Vanilla — это проект с открытыми исходными кодами, имеет множество настроек, поддержку тем, многоязычности и расширений. Участниками Vanilla-сообщества разработано множество готовых расширений, реализующих ту или иную дополнительную функциональность.

## История

### Vanilla 1
Создано ядро форума Vanilla — очень легковесное с поддержкой плагинов. Также на форуме была поддержка следующих функций: чат, приватные сообщения, список пользователей online, поддержка вложений и многое другое.
Ядро Vanilla 1 поддерживалось и дорабатывалось и после выпуска второй версии.
Последняя активная версия 1.3.0 была выпущена 17 февраля 2012 года.

### Vanilla 2
Ядро Vanilla 2 было полностью переписано с нуля на фреймворке Garden. Теперь оно объектно-ориентированное и модульное.